# Zingiber clarkei
Zingiber clarkei är en enhjärtbladig växtart som beskrevs av George King och John Gilbert Baker. Zingiber clarkei ingår i släktet Zingiber och familjen Zingiberaceae. Inga underarter finns listade i Catalogue of Life.